# Nickel & Eggeling
Nickel + Eggeling (N+E) war ein deutsches Bauunternehmen mit Sitz in Dortmund, das auf Betonbau spezialisiert war. Es wurde 1961 gegründet und ging Anfang der 1990er Jahre in Konkurs.

## Bauweise

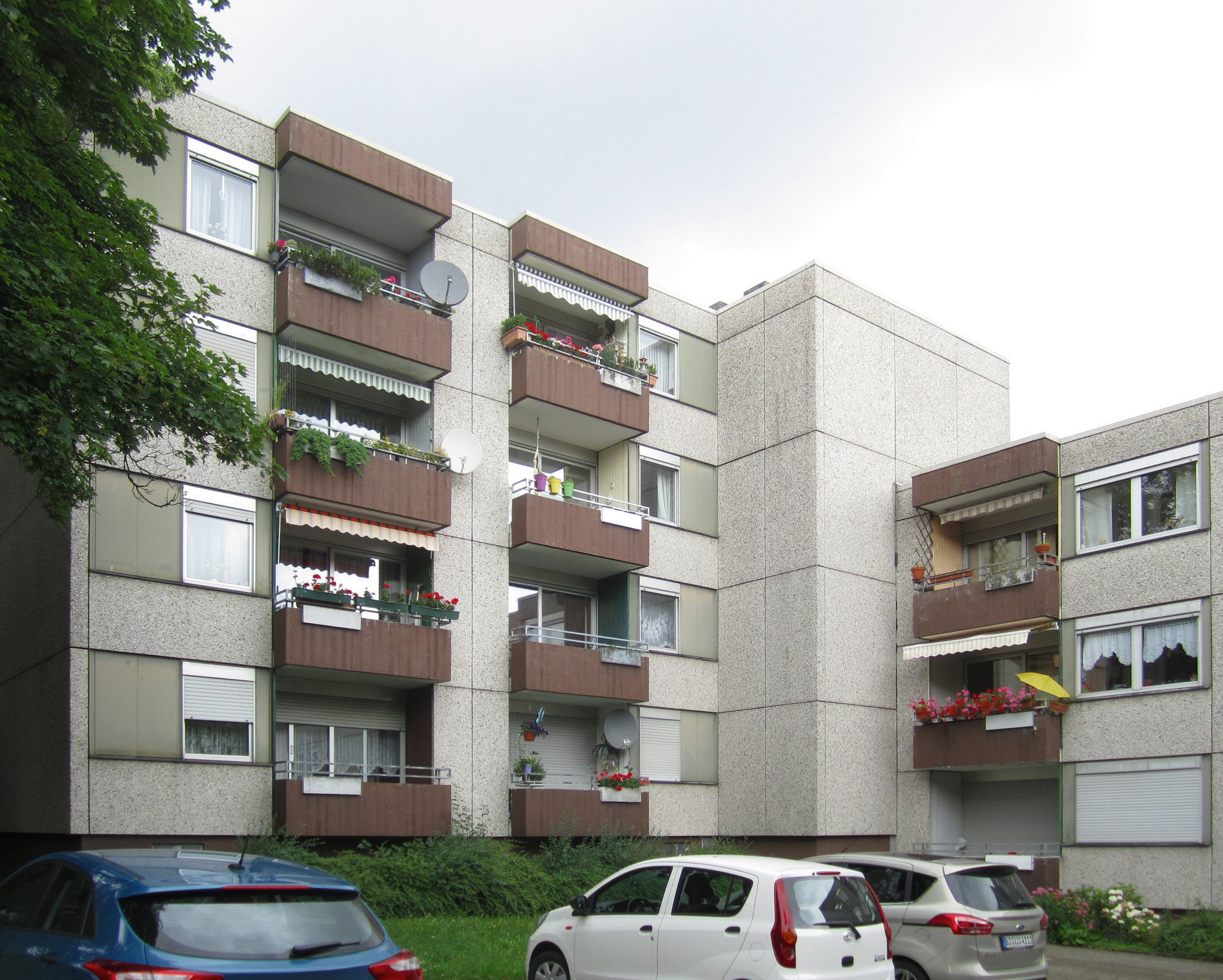
Typische von N+E errichtete Wohnanlage in Bochum-Altenbochum

Die von dem Unternehmen N+E errichteten meist recht ausgedehnten Wohnanlagen wurden in einem standardisierten Stahlbeton-Schalungsverfahren mit vorgehängter Waschbeton-Fassade errichtet, für das auf dem Baugelände jeweils eine eigene Betonmischanlage errichtet wurde. Auf dem Betriebshof im Dortmunder Stadtteil Mengede wurden u. a. die Fassadenbauteile in einem eigenen Betonwerk hergestellt. N+E wirkte aber auch bei der Errichtung von Infrastrukturbauten wie U-Bahn-Stationen und Gewerbeimmobilien mit.
Projekte:
- Wohnanlage in Bochum-Altenbochum, zwischen Laerstraße und Postkutschenweg[1]
- Wohnanlage in Bochum-Höntrop, zwischen Ginster-, Holunderweg, Horneburg und Friedlandstraße (1980–1982)[2]
- Baulose 2 und 3 der Stadtbahn Dortmund (in Gemeinschaft mit mehreren anderen Baugesellschaften)[3]
- Volkswohl Bund Hochhaus in Dortmund (in Arbeitsgemeinschaft; 1970–1972, 2008 abgerissen)[4]

Das Unternehmen N+E hielt außerdem die Lizenz für die Errichtung der Schalentragwerke des Schweizer Architekten Heinz Isler sowie eigene Patente auf Betonfertigteil-Herstellungsverfahren.